# Propulsion

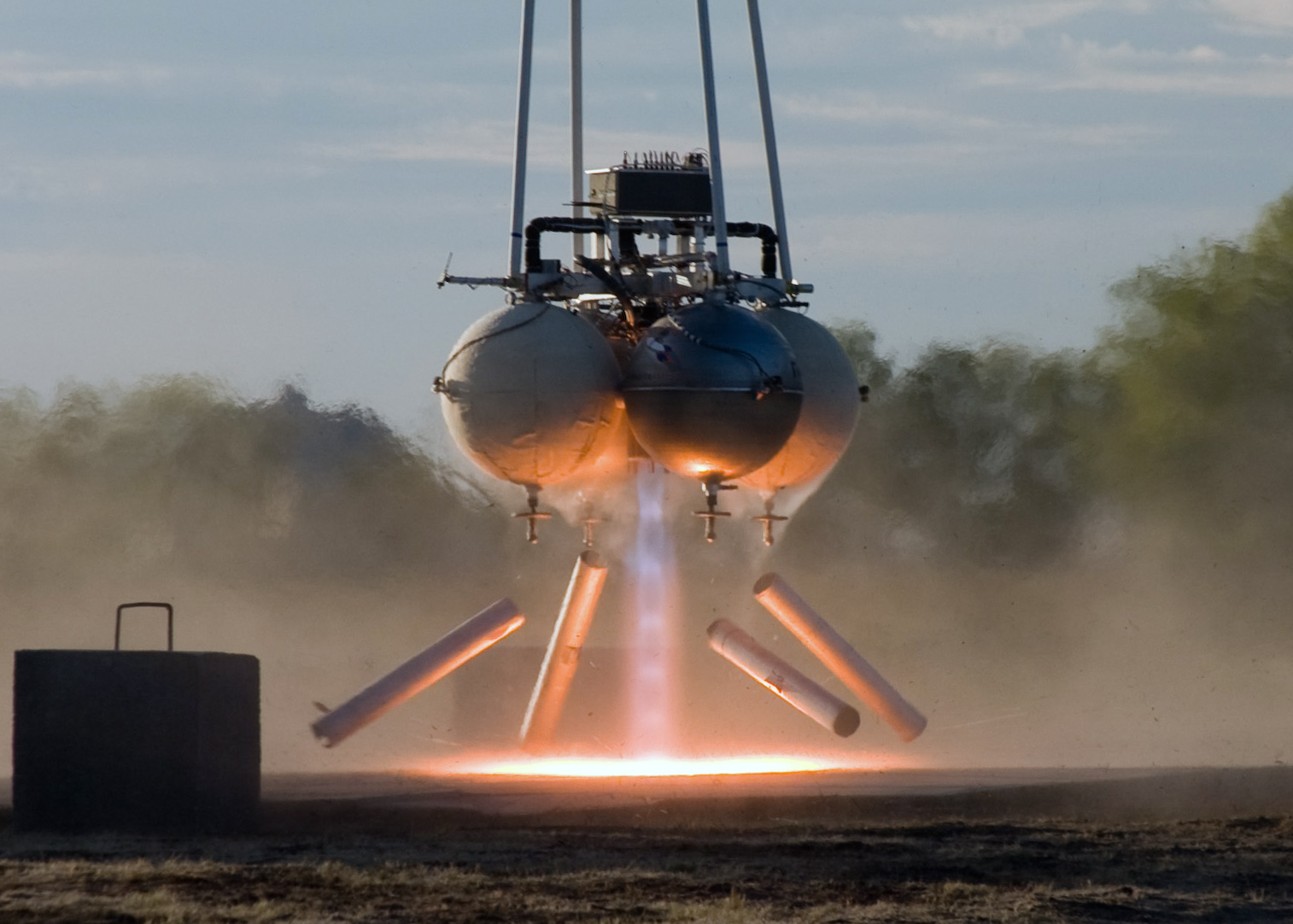
Véhicule de fusée quadropace de Armadillo Aerospace montrant des diamants de choc dans le panache d'échappement de son système de propulsion.

La propulsion est l'action de fournir une poussée à un corps pour qu'il se déplace dans l'espace environnant. Elle fait appel à un propulseur qui transforme en force motrice l'énergie fournie par le milieu extérieur (par exemple le vent ou la gravité) ou par un moteur soit embarqué soit externe (quand le système moteur est placé hors du corps).

## Risque de confusion
Dans le langage usuel non technique, le terme « propulsion » sert souvent à désigner la production de la force de propulsion (par exemple Navire à propulsion nucléaire), ce qui introduit une confusion entre la partie motrice et la partie propulsive.
Dans l'automobile, on utilise le terme propulsion pour un véhicule dont la puissance est transmise aux seules roues arrière quels que soient le type et la position du (ou des) moteur(s).
Pour les humains, on utilise parfois l'expression « propulsion musculaire » ce qui n'est pas exact (les muscles ne poussant pas la charge) alors que les Anglais utilisent l'expression « human powered » signifiant « qui tire son énergie de l'humain », qui est plus exacte.

## Étymologie
Nom féminin du latin propulsum, pousser en avant. La propulsion correspond à l'action de pousser un objet.

## Milieux de propulsion et propulseurs
- Propulsion terrestre : propulsion automobile, propulsion linéaire (rail)
- Propulsion maritime : hélice, hydrojet, voile, halage, poussage
- Propulsion des aéronefs : aile (avion ou planeur en descente), hélice, turbopropulseur, turboréacteur, pulsoréacteur, statoréacteur, superstatoréacteur
- Propulsion spatiale : moteur-fusée

## Source d'énergie, moteur
- Musculaire : propulsion humaine, animale
- Chimique : propulsion chimique
- Électrique : propulsion électrique
- Nucléaire : propulsion nucléaire
- Mixte : propulsion hybride